# سیارک ۱۰۸۰۷
سیارک ۱۰۸۰۷ (به انگلیسی: 10807 Uggarde، نامگذاری:1993FT4) ده هزار و هشتصد و هفتمین سیارک کشف شده‌است که در ۱۷ مارس ۱۹۹۳ کشف شد.
قدر مطلق سیارک برابر ۱۳٫۲۰ است.